# Liste der Baudenkmale in Steinhagen (Mecklenburg)
In der Liste der Baudenkmale in Steinhagen sind alle denkmalgeschützten Bauten der Gemeinde Steinhagen (Mecklenburg-Vorpommern) und ihrer Ortsteile aufgelistet (Stand 10. Februar 2021).

## Baudenkmale nach Ortsteilen

### Steinhagen
| ID   | Lage            | Bezeichnung                                                                                      | Beschreibung | Bild |
| ---- | --------------- | ------------------------------------------------------------------------------------------------ | ------------ | ---- |
| 0447 | Hof 5 (Karte)   | Gutsanlage mit Gutshaus, Stall, Speichergebäude mit Wohnhaus, ehem. Inspektorenhaus und Schmiede |              |      |
| 0448 | Gutspark        | Gedenkstein für die Bodenreform                                                                  |              |      |
| 0449 | Zum Wiesengrund | Kulturzentrum                                                                                    |              |      |

### Neuendorf
| ID   | Lage                  | Bezeichnung                                         | Beschreibung | Bild |
| ---- | --------------------- | --------------------------------------------------- | ------------ | ---- |
| 0380 | Dorfstraße 5 (Karte)  | Bauernhof mit Wohnhaus und zwei Wirtschaftsgebäuden |              |      |
| 0381 | Dorfstraße 13 (Karte) | Bauernhof mit Wohnhaus und zwei Wirtschaftsgebäuden |              |      |

## Quelle
Denkmalliste des Landkreises Rostock A ‐ Z (Stand: 10. Februar 2021; PDF, 497 KB)
- Karte mit allen Koordinaten:
- OSM |
- WikiMap